# Анчка Горопенко
Ангелина, Анчка, Горопенко (рођ Кержан, 1914— ?) је била југословенска гимнастичка репрезентативка.

## Резултати
Учествовала је на Летњим олимпијским играма 1936. у Берлину у дисциплини гимнастички вишебој у екипној конкуренцији за жене. Екипу је чинило осам гимнастичарки: Душица Радивојевић, Лидија Рупник, Марта Пустишек, Олга Рајковић, Драгана Ђорђевић, Анчка Горопенко, Катарина Хрибар и Маја Вершеч. На основу збира појединачних резултата у три дисциплине, направљен је пласман у оквиру репрезентације, а шест првопласираних, од осам чланица репрезентације, такмичиле су се у другом кругу односно групној вежби. Сви резултати првог и друго дела су се сабрали и добијен је резултат и пласман екипе Југославије, која је заузела четврто место са 485,60 бодова.
Појединачни резултати Анчке Горопенко
| Дисциплина         | Бодови | Пласман |
| ------------------ | ------ | ------- |
| Прескок            | 19,45  | 42      |
| Двовисински разбој | 20,35  | 39      |
| Греда              | 20,95  | 27      |
| Укупно             | 60,75  | 35      |

Овим резултатом 60,75 Анчка Горопенко је била шеста у репрезентацији, па је учествовала у другом кругу - групној вежби, где се репрезентативке освојиле 	115.10 бодова.